# دینو کاسیو
دینو کاسیو (ایتالیایی: Dino Cassio؛ ‏ ۲ آوریل ۱۹۳۴ – ۹ ژوئیهٔ ۲۰۱۲) بازیگر اهل ایتالیا بود.
از فیلم‌ها یا برنامه‌های تلویزیونی که وی در آن نقش داشته‌است، می‌توان به دانشجو، پیرنو دوباره می‌تازد، ممنوعه‌ترین دکامرون، پیرینو، پزشک اس.ای.یو.بی.، پیرینو در مقابل همه، سرانجام… هزار و یک شب، معلم ویولنسل، و اینک سکس، فروشگاه بزرگ، سکس و لذت، افسون‌شده و آس اشاره کرد.